# Streitverkündigung
Streitverkündigung (Litisdenunziation) nach § 21 ZPO ist in Österreich und Liechtenstein (in Deutschland: Streitverkündung genannt), die formelle Benachrichtigung einer dritten Person (lat.: Litisdenunziat) von einem bevorstehenden oder bereits anhängigen Rechtsstreit durch jemanden (Litisdenunziant), der ein rechtliches Interesse am Ausgang diese Verfahrens hat.

## Geschichte
Der Gesetzestext zur Streitverkündigung wurde in Österreich mit der Gesetz vom 1. August 1895, über das gerichtliche Verfahren in bürgerlichen Rechtsstreitigkeiten (Zivilprozessordnung) eingeführt. In Liechtenstein mit der Rezeption der österreichischen Zivilprozessordnung von 1895 durch das Gesetz vom 10. Dezember 1912 über das gerichtliche Verfahren in bürgerlichen Rechtsstreitigkeiten (Zivilprozessordnung).
In beiden Ländern gilt dieser Gesetzestext seither identisch und unverändert bis heute.

## Zweck
Durch die Streitverkündigung soll die dritte Person zum Beitritt in den Prozess aufgefordert werden. Dies, damit sie der streitverkündenden Partei oder einer Prozesspartei Hilfe leistet oder aber auch, dass sie gegenüber der streitverkündenden Partei später keine Vorhalte machen kann, diese hätte nicht alles unternommen, um die Rechte der dritten Person zu schützen (z. B. einer am Streit interessierten Versicherung, und/oder wegen möglicher Obliegenheitsverletzungen). In bestimmten Fällen besteht eine gesetzliche Verpflichtung, den Streit zu verkünden (siehe z. B. § 310 Abs. 3 öEO bzw. Artikel 231 Abs. 3 fl-EO, § 931 öABGB bzw. § 931 fl-ABGB, § 10 Amtshaftungsgesetz (nur Österreich), § 39 Abs. 1 CMR, und andere mehr).

## Wirkung
Durch die Streitverkündigung kann die dritte Person Nebenintervenient (Streithelfer) werden oder auch Streitgenosse (§ 14 ZPO), muss dies aber nicht. Tritt die Person, welcher der Streit verkündet wurde, dem Verfahren nicht bei, kann sie mögliche Nachteile für sich aus dem Verfahren gegenüber der streitverkündenden Partei nur noch sehr einschränkend geltend machen. Der, dem der Streit verkündet wurde, wird allein durch die Streitverkündung nicht Verfahrensbeteiligter. Daher können ihm auch keine Verfahrenskosten auferlegt werden, solange er nicht formell beitritt.
Die Streitverkündigung hat auf den Fortgang des Verfahrens grundsätzlich auch keinen Einfluss. Insbesondere kann die benachrichtigte Person nicht die Unterbrechung des anhängigen Rechtsstreites, die Erstreckung von Fristen oder die Verlegung einer zur Verhandlung bestimmten Tagsatzung verlangen (§ 21 Abs. 3 ZPO).
Ein in diesem Verfahren ergangenes Urteil gilt grundsätzlich auch gegenüber der dem Streit beigetretenen Person, aber auch gegenüber der Person, welche den Beitritt abgelehnt hat.

## Form
Die Streitverkündigung erfolgt durch Übersendung eines Schriftsatzes an das zuständige Prozessgericht, welches der dritten Person diesen Schriftsatz ohne weitere Prüfung (§ 25 ZPO) formell zustellt (§ 21 Abs. 1 ZPO). In diesem Schriftsatz hat der Streitverkündigende den Grund der Benachrichtigung anzugeben und die Lage des Rechtsstreites, falls derselbe bereits begonnen hat, kurz zu bezeichnen ist (§ 21 Abs. 1 ZPO). Es kann sich im Schriftsatz auch bereits die Aufforderung an die dritte Person befinden, als Nebenintervenient dem Verfahren beizutreten (§ 18 iVm § 21 Abs. 2 ZPO).
Der, dem der Streit verkündet wurde, kann dem Streit auf Seiten des Klägers oder des Beklagten beitreten.